# Митар Ковачевић
Митар Ковачевић — Мујо (Нудо, код Грахова, 15. мај 1916 — Београд, 11. јул 1979), учесник Народноослободилачке борбе, друштвено-политички радник СФРЈ и СР Црне Горе и народни херој Југославије.

## Биографија
Рођен је 15. маја 1916. године у селу Нудо, код Грахова. Његов отац, Никола Ковачевић, један је од организатора и руководилаца КПЈ у Црној Гори, а касније истакнути револуционар југословенског и међународног радничког и комунистичког покрета. Мајка Љубица, такође је била комунист, као и стриц — Сава Ковачевић, командант Треће ударне дивизије и народни херој. Његов рођени брат Драган, био је Савин курир и погинуо је са свега 15 година, 1943. године на Сутјесци.
Највише захваљујући томе што су му родитељи били комунисти, Митар је још у детињству, заједно с првим сазнањима о животу, почео да стиче и прве представе о људском друштву. Основну школу је завршио у Грахову, а гимназију у Подгорици и Требињу. Као син истакнутог револуционара, 1930. године искључен из школе, па је исте године покушао да заврши школу приватно, у Београду. Годину касније, ухапшен је због политичке активности, и после два и по месеца проведеног у затвору „Главњача“, протеран је у Грахово.
У току од 1934. до 1935. године радио је на експлоатацији шуме на Дурмитору. У време провале организација Комунистичке партије Југославије у Црној Гори, 1936. године, ухапшен је и протеран у родно село. Почетком 1938. године вратио се у Београд, где је радио као приватни намештеник, а годину касније запослио се као чиновник Београдске општине и на том месту остао до почетка Другог светског рата, априла 1941. године. Члан Савеза комунистичке омладине Југославије (СКОЈ), био је од пре рата, а члан Комунистичке партије Југославије (КПЈ) од 1941. године.

### Народноослободилачка борба
У Тринаестојулском устанку народа Црне Горе, 1941. године, учествовао је као борац-пушкомитраљезац. После јењавања устанка, деловао је у једном од герилских одреда. Септембра 1941. године, с око 300 бораца с подручја Никшића, отишао је на сектор Гацка. Око месец дана као митраљезац учествовао је у борбама у Херцеговини и у нападу на непријатељски гарнизон у Гацку. Митар се на различитим задацима више пута истакао храброшћу, па га Оперативни штаб НОП одреда за Херцеговину, јануара 1942. године, именовао за команданта комбиноване црногорско-херцеговачке јединице (јачине полубатаљона), са задатком да у граничном појасу између Црне Горе и Херцеговине разбије четничке групе, а потом да, заједно с другим снагама, учествује у нападу на усташко упориште Борач.
Јануара 1942. године ова јединица је у граничном појасу извела неколико успелих акција. Поред осталог, она је, уз непосредно учешће Митра Ковачевића, добро смишљеним нападом разбила четнички Штаб за источну Босну и Херцеговину, на челу с мајором Бошком Тодоровићем и његовом пратњом. После ових успеха, Главни штаб НОП одреда за Босну и Херцеговину именовао га је за команданта сектора Гацко–Невесиње. Око месец дана Митар је командовао партизанским јединицама које су извеле више акција, и забележиле успехе. Поред тога, био је веома је активан у сузбијању појаве четничка.
Тешко је рањен у борби с четницима, 27. фебруара 1942. године, код села Гареве у близини Гацка и све до почетка августа налазио се на лечењу. Као рањеник, учествовао је у маршу-пробоју Пете пролетерске црногорске ударне бригаде и Херцеговачког партизанског одреда од Дрине до Прозора, од 22. јула до 2. августа 1942. године. По доласку на слободну територију, именован је за замјеника команданта Прозора, а нешто касније постављен је на дужност у Одсеку за војне власти у позадини при Врховном штабу НОВ и ПОЈ. Ангажовао се на учвршћивању команди места у западној Босни и суседним областима Хрватске.
Заједно са снагама Главне оперативне групе Врховног штаба учествовао је у бици на Неретви. После тога, радио је на организовању позадинских војних власти на слободној територији Херцеговине и Црне Горе. У борбама током Пете непријатељске офанзиве тешко је рањен на Вучеву. Успео је да се, с деловима Треће ударне дивизије, пробије са Сутјеске у источну Босну, где је у току јула и августа радио на стварању команди места и других позадинско-војних органа.
Средином лета 1943. године упућен је у крајишке партизанске јединице, где је радио на стварању обавештајне службе, а потом је постао обавештајни официр Пете крајишке дивизије. С овом јединицом учествовао је у више подухвата у Босни, Санџаку и Србији. У пролеће 1944. године завршио је виши партијски курс у Црној Гори, а јула исте године именован је за обавештајног официра при Штабу Оперативне групе дивизија, која је касније прерасла у Прву армијску групу. Учествовао је у Aндријевичкој операцији, у операцијама за ослобођење западне Србије и Шумадије, и у Београдској операцији. Октобра 1944. године именован је за официра Команде Града Београда.

### Послератни период
На дужности у Команди Града Београда остао је до друге половине 1945. године. Тада прелази на рад у Одељење за заштиту народа Југославије (ОЗН). У Озни, а касније Управи државне безбедности (УДБ), вршио је функције од начелника одсека до начелника једне од управа. У чин пуковника Југословенске армије (ЈА) унапређен је 1948. године.
У периоду од 1959. до 1961. био је на дужности помоћника начелника Савезне управе царина, а од 1961. до 1966. године заменик генералног директора Заједнице ПТТ Југославије. Пензионисан је 1966. године.
Умро је 11. јула 1979. године у Београду, а сахрањен је у родном селу Нудолу.
Носилац је Партизанске споменице 1941. и других југословенских одликовања. Орденом народног хероја одликован је 27. новембра 1953. године.